# Hypoplema fumella
Hypoplema fumella är en fjärilsart som beskrevs av Antonius Johannes Theodorus Janse 1932. Hypoplema fumella ingår i släktet Hypoplema och familjen Uraniidae. Inga underarter finns listade i Catalogue of Life.